# Redbridge
Redbridge è un quartiere del borgo londinese omonimo, situato a nord est di Charing Cross.
Prima della formazione della Grande Londra e della creazione dei borghi londinesi (nel 1965), Redbridge faceva parte del borgo municipale di Ilford, nell'Essex. Ad oggi, il codice postale del quartiere, IG4, continua a essere utilizzato pur essendo tipico dell'Essex.

## Toponimo
Il nome di Redbridge deriva dal ponte sul fiume Roding, demolito nel 1921. Questo ponte, che era conosciuto anche come Hocklee's Bridge, era stato costruito in mattoni rossi, al contrario di altri ponti della zona per i quali veniva usata pietra bianca.

## Trasporti

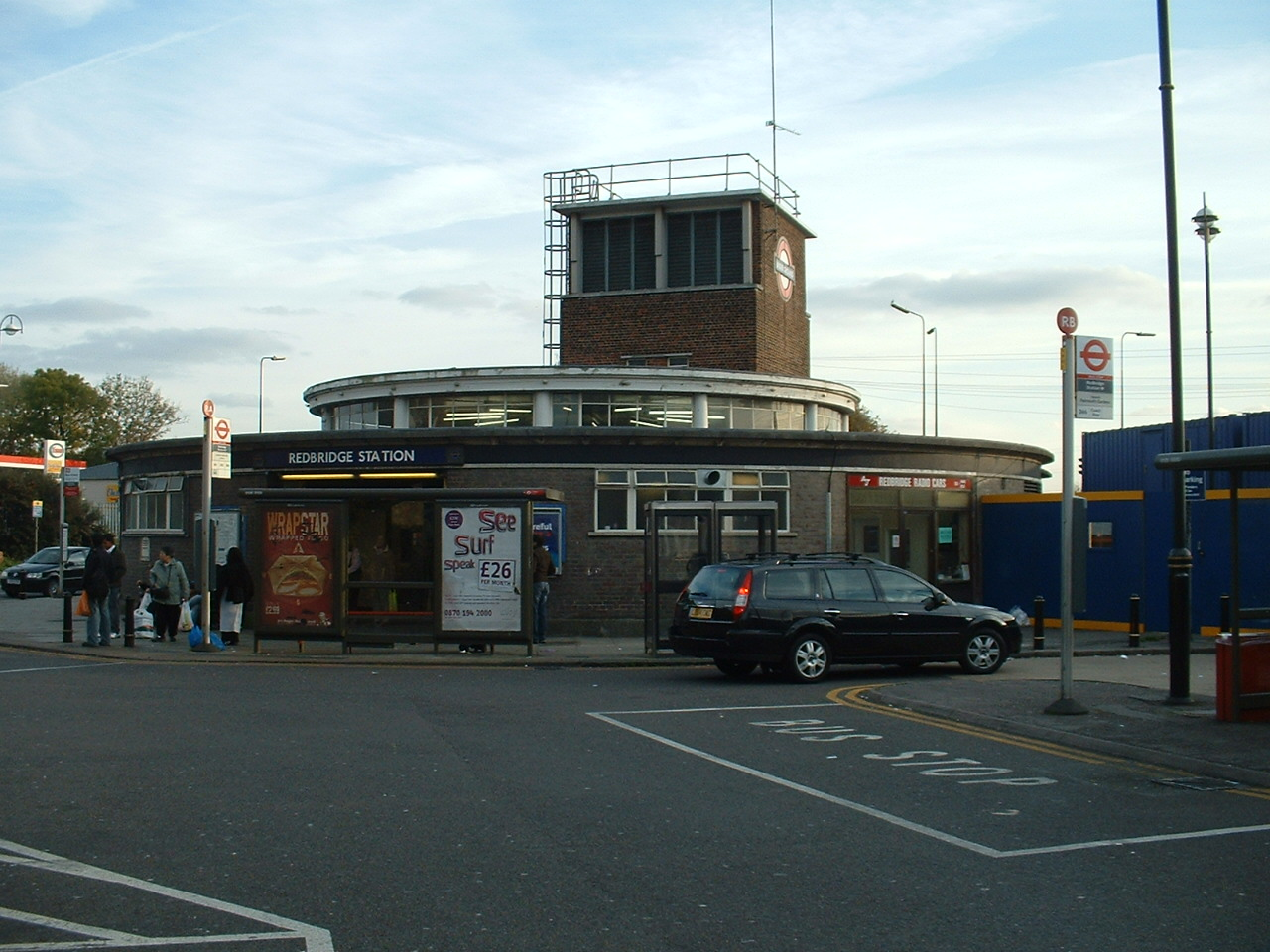
Entrata della stazione di Redbridge.

Nel quartiere si trova la stazione della metropolitana (Central line, lungo il ramo di Hainault) di Redbridge.
Alcune linee di superficie servono inoltre il quartiere; queste sono:
| Linea | Percorso                              | Via                                                                                      | Operatore         | Servizio           |
| 66    | Leytonstone Station - Romford Station | Wanstead , Redbridge , Gants Hill , Newbury Park                                         | Arriva London     | Giornaliero. Times |
| 145   | Leytonstone - Dagenham Asda           | Redbridge , Ilford, Becontree                                                            | Stagecoach London | Giornaliero. Times |
| 366   | Redbridge - Beckton Station           | Ilford, Barking                                                                          | Stagecoach London | Giornaliero. Times |
| N8    | Hainault The Lowe - Oxford Circus     | Barkingside , Redbridge , Stratford , Bethnal Green , Liverpool Street Station , Holborn | Arriva London     | Notturno. Times    |